# Stremț
Stremț é uma comuna romena localizada no distrito de Alba, na região histórica da Transilvânia. A comuna possui uma área de 68.57 km² e sua população era de 2623 habitantes segundo o censo de 2007.